# 京潞高速动车组列车

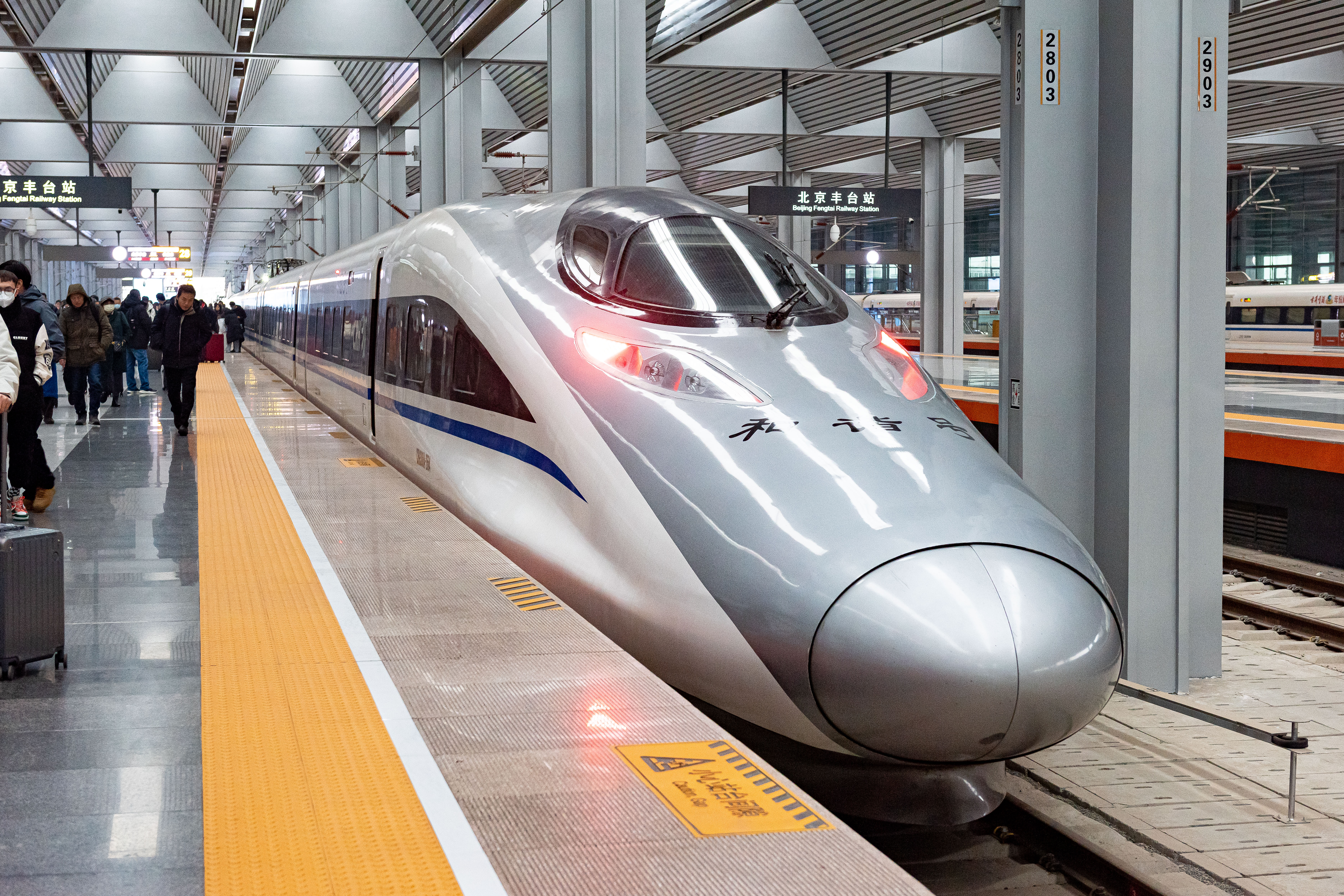
G681次列车在北京丰台站28站台等待发车，拍摄时其前序G684次仍在落客

京潞高速动车组列车是中国铁路运行于首都北京市北京丰台站至山西省长治市长治东站间的高速动车组列车，现每天开行1对列车，列车客运乘务由太原局集团太原客运段担当。其中北京丰台站至长治东站运行4小时25分，使用车次为G681次；长治东站至北京丰台站运行4小时40分，使用车次为G682次。

## 历史
2021年1月20日，配合太焦高速铁路开通，调整原北京西~原平西G681/684、G683/682次列车运行区段为北京西~长治东，车次调整为G681/682次。
2022年6月20日，配合北京丰台站启用，G681/682次列车调整至北京丰台站始发终到，运行区段变更为北京丰台~长治东。

## 使用列车
本对列车使用配属太原局集团太原动车运用所的CRH380A，重联运行。